# Abu (Gottheit)
Abu ist der Name eines sumerischen Vegetationsgottes. Er wurde aus dem Scheitel von Enki geboren als Analogie für das Heraustreiben der Vegetation aus der Erde.